# Zwitserse Bondsraadsverkiezingen 1860
De Zwitserse Bondsraadsverkiezingen van 1860 vonden plaats op 7 december 1860, volgend op de federale parlementsverkiezingen van 28 oktober 1860.
De voltallige zittende Bondsraad werd herverkozen. Op dezelfde dag werd Melchior Josef Martin Knüsel verkozen tot bondspresident van Zwitserland en Jakob Stämpfli tot vicebondspresident voor het jaar 1861. Johann Ulrich Schiess werd bevestigd in zijn functie van bondskanselier van Zwitserland.

## Verloop van de verkiezingen
Ieder van de zeven zittende Bondsraadsleden stelde zich in december 1860 opnieuw kandidaat voor een nieuwe ambtstermijn van drie jaar. Jonas Furrer uit het kanton Zürich werd als eerste lid herkozen, net zoals dat bij de vorige Bondsraadsverkiezingen het geval was. Jakob Stämpfli uit het kanton Bern werd als tweede lid verkozen en zou vicebondspresident voor 1861 worden. Zijn voorganger in die functie, zittend vicebondspresident Melchior Josef Martin Knüsel, werd als derde lid verkozen. Hij zou dezelfde dag nog als bondspresident worden benoemd voor 1861. Constant Fornerod uit het kanton Vaud was het vierde lid dat werd herverkozen, gevolgd door Wilhelm Matthias Naeff uit het kanton Sankt Gallen als vijfde verkozene, zittend bondspresident Friedrich Frey-Herosé uit het kanton Aargau als zesde verkozene en Giovanni Battista Pioda uit het kanton Ticino, als zevende en laatste verkozene.
Johann Ulrich Schiess werd herverkozen als bondskanselier van Zwitserland.